# Mersa Matruh
Mersa Matruh, eller Marsa Matruh (arabiska: مرسى مطروح), är en stad och administrativ huvudort för guvernementet Mersa Matruh i Egypten. Staden ligger vid Medelhavet 25 mil väster om Alexandria. Folkmängden uppgår till cirka 150 000 invånare.
Mersa Matruh har en flygplats och är en populär turistort, speciellt under sommartid. Staden är känd för sina vita stränder och den havsbukt som ger badande skydd mot stora vågor.